# Montfort (Wisconsin)
Montfort es una villa ubicada en los condados de Grant y Iowa, Wisconsin, Estados Unidos. Según el censo de 2020, tiene una población de 705 habitantes.

## Geografía
La localidad está ubicada en las coordenadas 42°44′41″N 89°35′25″O / 42.74472, -89.59028 (42.744662, -89.590257). Según la Oficina del Censo de los Estados Unidos, Montfort tiene una superficie total de 1.39 km², correspondientes en su totalidad a tierra firme.

## Demografía
Según el censo de 2020, hay 705 personas residiendo en Montfort. La densidad de población es de 507.19 hab/km². El 92.62% son blancos, el 0.14% es afroamericano, el 0.57% son amerindios, el 0.43% son asiáticos, el 0.83% son de otras razas y el 3.40% son de dos o más razas. Del total de la población, el 4.54% son hispanos o latinos de cualquier raza.